# Front de libération nationale kanak et socialiste
Front de libération nationale kanak et socialiste (FLNKS) ("Kanakiska och socialistiska nationella befrielsefronten") är en samling politiska partier i Nya Kaledonien som bildades vid den kongress som upplöste Front indépendantiste 22 till 24 september 1984. FLNKS förespråkar självständighet för Nya Kaledonien.
FLNKS är en samling av Union calédonienne och Palika (parti de libération kanak). Libération kanak socialiste som var medlem av Front indépendantiste har inte anslutit sig till FLNKS.
Från att det bildades har FLNKS ägnat sig åt att kämpa nationell befrielse, först genom att förespråka en bojkott av valen i territoriet 18 november 1984 och sedan förbereda en provisorisk regering.
Vid valen i Nya Kaledonien 9 maj 2004 fick FLNKS 13,7% av rösterna och 8 av 54 platser i territoriets kongress.
Ordförande för FLNKS har varit:
- Jean-Marie Tjibaou (1984 – 1989)
- Paul Néaoutyine (24 mars 1990 – 9 december 1995)
- Rock Wamytan (1995 – )